# シェリー・デュヴァル
シェリー・デュヴァル（Shelley Duvall, 1949年7月7日 - 2024年7月11日）は、アメリカ合衆国テキサス州フォートワース生まれの女優。

## 来歴

### 1949 − 1969年：若年期
シェリー・アレクシス・デュヴァルは、1949年7月7日、不動産業を営むボビー・ルース・クロフォード（1929年-2007年）と、弁護士のロバート・リチャードソン・ボビー・デュヴァル（1919年-1995年）の長子として、テキサス州フォートワースで生まれた。デュヴァルには、スコット、シェーン、ステュワートの3人の弟がいた。誕生直後は父の仕事の影響によりテキサス州の各所で生活をしていたが、デュヴァルが5歳の頃に、家族はヒューストンに定住した。
デュヴァルは芸術的かつ活動的な子どもであった。若い頃は科学に対して興味を持つようになり、10代の頃は科学者を志していた。1967年にウォルトリップ高校を卒業した後、化粧品販売を行いながら、南テキサス短期大学で栄養学と食事療法学を専攻した。

### 1970 − 1977年：キャリアの始まりと成功
1970年に芸術家のバーナード・サンプソンと結婚した。この頃、テキサス州で『BIRD★SHT』の撮影をしていたロバート・アルトマンとパーティーで出会った。数名のスタッフは、デュヴァルの明るい存在感と、独特な容姿に魅了され、主要キャストとして映画への出演を求めた。彼女はプロジェクトに参加するときのことを「私は議論することにうんざりし、自分が女優であると思い始めた。彼らが私に参加するよう求めたので、飛行機に乗ってそれを果たした。私は流されるままだった」と振り返っている。デュヴァルはアルトマンが出演を依頼するまで、テキサスを離れたことはなかった。彼女はハリウッドに飛び、その後『BIRD★SHT』にてバッド・コートが演じるブルースターを愛する自由気ままな女性を演じた。
後に、アルトマンはデュヴァルを、『ギャンブラー』で不満足な婚活女性役、『ボウイ&キーチ』でキース・キャラダイン演じる男の情婦役に指名した。彼女の女優としてのキャリアの出世に伴い、夫サンプソンとの関係は崩壊し、1974年に離婚した。次に、アルトマンの群像劇コメディである『ナッシュビル』にて、朦朧とするグルーピー役を演じた。『ビッグ・アメリカン』では、ファーストレディ役を演じた。
同年、デュヴァルはアルトマンから離れ、スコット・フィッツジェラルドの短編小説を実写化したテレビ映画『Bernice Bobs Her Hair』にて裕福な女性役を演じた。また、自身で『サタデー・ナイト・ライブ』を製作し、5つのエピソードに出演した。
1977年には、カリフォルニアの物寂しい砂漠街に住む女性を描いた、アルトマンのサイコスリラー映画『三人の女』にて、ミルドレッド・ミリー・ラモロー役を演じた。この作品により、1977年のカンヌ映画祭及びロサンゼルス映画批評家協会賞にて最優秀女優賞を獲得し、 英国アカデミー賞にノミネートされた。次に、ウディ・アレンの『アニー・ホール』に出演した。ニューヨークで『アニー・ホール』を撮影した際に、シンガーソングライターのポール・サイモンと出会った。二人の関係は深まり、約2年間の共同生活を送った。しかし二人の関係はデュヴァルが友人の女優キャリー・フィッシャーを紹介したことによって終わりを迎えた。フィッシャーは、デュヴァルからサイモンを奪った。

### 1978 − 1990年：大作映画への出演とプロデュース業
デュヴァルの次の作品は、スタンリー・キューブリック監督作『シャイニング』のウェンディー・トランス役であった。ジャック・ニコルソンは、ドキュメンタリー映画『Stanley Kubrick: A Life in Pictures』の中で、「キューブリックは偉大な監督であるが、変わった監督である」と述べている。彼の几帳面な性格により、撮影には1年を要した。脚本がしばしば変更されるため、ニコルソンはそれぞれの原稿を読むのをやめた。シャイニングに必要とされるサイコホラー感を演出するためにキューブリックは役者を敵に回し、しばしばデュヴァルと議論をしていた。キューブリックは意図的にデュヴァルを孤立させ、バットでニコルソンを殴るシーンでは127テイクも撮影を繰り返した。撮影によるストレスで抜け落ちた髪の毛の塊をデュヴァルはキューブリックにプレゼントした。後にデュヴァルは、これまで出演してきた全ての映画よりも、シャイニングの撮影で学ぶことが多かったと語っている。デュヴァルがロンドンでシャイニングを撮影している間に、アルトマンはロビン・ウィリアムス主演の新作映画『ポパイ』に、オリビア・オイル役としての出演を依頼した。ロジャー・イーバートは、この役を演じるために彼女は生まれてきたと信じていた。
シェリー・デュヴァルは、きらめく個性を持つ貴重な陶器のようだ。彼女のような役者は他におらず、もしオリビア・オイルを演じるために生まれてきたことが事実であれば、彼女は1970年代の若い女優の中で性質の異なるキャラクターを最も演じることができる女優であることも事実である。
彼女の次の作品は、テリー・ギリアム監督作品『バンデットQ』のパンジー役だった。作品が公開される前に、デュヴァルと『ポパイ』で街の理髪師役を演じたスタンリー・ウィルソンが結婚に向かっていると報じられた。しかしその後、続報が出ることはなかった。1982年には、子供向けファンタジー番組『フェアリーテール・シアター』にて、ナレーター兼製作総指揮を務めた。また、彼女は7つのエピソードに自ら出演した。
ロビン・ウィリアムスとテリー・ガーが出演した第1話の『かえるの王さま』以降、デュヴァルは27時間分に当たるエピソードを製作した。1985年には、アメリカ民話の実写化を行う『Tall Tales & Legends』を開始した。『フェアリーテール・シアター』と同様、このシリーズでは有名なハリウッド俳優がデュヴァルと共に、番組ホストや製作、ときにゲスト俳優として出演した。シリーズは9つのエピソードを放送し、エミー賞にノミネートされた。
『フェアリーテール・シアター』を製作している際に、ミック・ジャガーやジェリー・ホール (Jerry Hall) 、妹のシンディ・ホール、シシー・スペイセクらと共に、トム・ロビンソン作『カウガール・ブルース』の実写化作品に主演すると報道された。しかし、そのプロジェクトは遅れ、1993年に公開された際には以前の報道とは全く異なるキャストであった。彼女はその後、映画やテレビでの役を勝ち取っていった。ティム・バートンの短編映画『フランケンウィニー』では、飼犬を車に轢かれた少年の母親役を演じた。スタン・ラサン監督によるブッカー・T・ワシントンの生涯を描いたテレビ用短編伝記映画『ブッカー』ではローラ・バロウズ役を演じた。次に、テレビドラマシリーズ『トワイライトゾーン』では、UFOからのメッセージを受け取る孤独で臆病な女性役を演じた。また、コメディ映画『愛しのロクサーヌ』では、スティーブ・マーティンが演じるキャラクターの友人役を演じた。
1988年には、ケーブルテレビ向けの番組や映画の製作会社「Think Entertainment」を設立。エドガー・アラン・ポーを含む著名なホラー小説作家の作品を実写化する第3のテレビシリーズ『Nightmare Classics』を始めた。以前の2作とは異なり、10代の少年や大人をターゲットにしていた。このシリーズは成功せず、4エピソードで終了となった。

### 1991年以降：晩年の映画出演と引退、死去
1991年には、ハルク・ホーガンのアクションアドベンチャー作品『マイホーム・コマンドー』にて、クリストファー・ロイド演じるチャーリー・ウィルソンの妻を演じた。10月には、彼女が子守唄を歌う『Hello, I'm Shelley Duvall...Sweet Dreams』、クリスマスソングを歌う『Hello, I'm Shelley Duvall...Merry Christmas 』の、2枚のCDを発売した。
1992年、「Think Entertainment」は、新しく設立された「Universal Family Entertainment」に参加した。ここで、4つ目のテレビシリーズとなる『Shelley Duvall’s Bedtime Stories』を製作した。このシリーズは子供向けの本を著名人によるナレーションをつけてアニメ化しており、彼女を2度目のエミー賞ノミネートに導いた。その後、5つ目のテレビシリーズ『Mrs. Piggle-Wiggle』を製作後に、「Think Entertainment」を売却し、プロデューサー業から引退した。デュヴァルのプロデュース作品は、彼女の6度のCableACE Award及びピーボディ賞をもたらした。1年後、デュヴァルはテレビシリーズ『L.A.ロー 七人の弁護士』に、ゲスト出演した。1994年のノースリッジ地震の後、ロサンゼルスのベネディクト・キャニオンから、テキサス州ブランコに転居した。その後、ジェーン・カンピオン監督・脚本、ヘンリー・ジェイムズ原作の実写化作品『ある貴婦人の肖像』に、ジェミニ伯爵夫人役で出演した。
1995年、至福を与える修道女アガサ役として、『Changing Habits』に出演した。また、ガイ・マディンの長編映画第4弾『Twilight of the Ice Nymphs』に出演した。同年、ホートン・フート監督のテレビ映画『Alone』で、騙されやすい妻役を演じた。デュヴァルは、1990年代後半は映画やテレビに出演を続けた。
1998年には、コメディ映画『100万回のウィンク』でドリュー・バリモアの演じたキャラクターの母であるジャクソン夫人役、子供向けビデオ映画『Casper Meets Wendy』では、ヒラリー・ダフの演じたキャラクターの叔母役を演じた。また、90年代終盤にはホラー映画に戻り、『タロス・ザ・マミー 呪いの封印』『4th フロアー』に出演した。その後、脇役での出演も受け入れ始め、ホラーコメディー映画『Boltneck』では、マシュー・ローレンスの母役を演じた。また、インディーズ映画『Dreams in the Attic』では、ヘイリー・ダフの叔母役を演じたが、この映画はディズニー・チャンネルから買い付けられたものの発売されることはなかった。彼女の直近の出演は、2002年のインディーズ映画『Manna from Heaven』における脇役である。
デュヴァルは、2002年の引退以降、公の場に出ることはなかった。しかし、2016年11月に、アメリカの全国紙USAトゥデイが、デュヴァルが現在精神疾患を患っていることを報じた。トーク番組『Dr. Phil』における2016年のデュヴァル特集は、デュヴァルの精神疾患を利用しているとして多くの重要な批判を受けた。この特集の中で、デュヴァルは治療を拒絶している。
2024年7月11日、糖尿病の合併症により睡眠中にテキサス州ブランコの自宅で死去。75歳没。

## 出演作品

### 映画
| 年   | 題名                                                                              | 役名                           | 備考                            |
| ---- | --------------------------------------------------------------------------------- | ------------------------------ | ------------------------------- |
| 1970 | BIRD★SHT Brewster McCloud                                                         | スザンヌ・デイヴィス           |                                 |
| 1971 | ギャンブラー McCabe & Mrs. Miller                                                 | アイダ・コール                 |                                 |
| 1974 | ボウイ&キーチ Thieves Like Us                                                     | キーチー                       |                                 |
| 1975 | ナッシュビル Nashville                                                            | L.A.ジョーン                   |                                 |
| 1976 | ビッグ・アメリカン Buffalo Bill and the Indians, or Sitting Bull's History Lesson | ファースト・レディ             |                                 |
| 1977 | 三人の女 3 Women                                                                  | ミリー                         |                                 |
| 1977 | アニー・ホール Annie Hall                                                         | パム                           |                                 |
| 1980 | シャイニング Shining                                                              | ウェンディ・トランス           |                                 |
| 1980 | ポパイ Popeye                                                                     | オリーブ・オイル               |                                 |
| 1981 | バンデットQ Time Bandits                                                          | パンジー                       |                                 |
| 1984 | フランケンウィニー Frankenweenie                                                  | スーザン・フランケンシュタイン | 短編映画 監督：ティム・バートン |
| 1987 | 愛しのロクサーヌ Roxanne                                                          | ディキシー                     |                                 |
| 1991 | マイホーム・コマンドー Suburban Commando                                          | ジェニー・ウィルコックス       |                                 |
| 1995 | 蒼い記憶 Underneath                                                               | 看護婦                         |                                 |
| 1996 | ある貴婦人の肖像 The Portrait of a Lady                                           | ジェミニ伯爵夫人               |                                 |
| 1997 | ロケットマン RocketMan                                                            | ランドール夫人                 | ノークレジット                  |
| 1998 | タロス・ザ・マミー 呪いの封印 Tale of the Mummy                                   | エディス・バーロス             |                                 |
| 1998 | 100万回のウィンク Home Fries                                                      | ジャクソン夫人                 |                                 |
| 1999 | 4th フロアー The 4th Floor                                                        | マーサ・スチュワート           |                                 |
| 2000 | ザ・ブレイン Big Monster on Campus                                                | スタイン夫人                   |                                 |
| 2002 | マンナ・フロム・ヘヴン Manna from Heaven                                          | デュブリンスキー刑事           |                                 |
| 2023 | The Forest Hills                                                                  | リコの母                       | 遺作                            |

### テレビドラマ・テレビ映画
| 年          | 題名                                                                            | 役名               | 備考                                       |
| ----------- | ------------------------------------------------------------------------------- | ------------------ | ------------------------------------------ |
| 1973        | 恋愛専科 Love, American Style                                                   | ボニー・リー       | 1エピソード出演                            |
| 1976        | 刑事バレッタ Baretta                                                            | アジー             | 1エピソード出演                            |
| 1976        | サタデー・ナイト・ライブ Saturday Night Live                                    | パトロン           | 1エピソード出演、ノークレジット            |
| 1976        | Bernice Bobs Her Hair                                                           | バーニス           |                                            |
| 1982 - 1986 | フェアリーテール・シアター Faerie Tale Theatre                                  | ホスト、ナレーター | 17エピソード出演、兼プロデューサー         |
| 1985 - 1986 | トールテールと英雄伝説 Tall Tales & Legends                                     | ホスト、他         | 4エピソード出演、兼プロデューサー          |
| 1986        | トワイライトゾーン Twilight Zone                                                | マーガレット       | 『A Saucer of Loneliness』 1エピソード出演 |
| 1992-1994   | シェリー・デュヴァルのベッドタイム・ストーリー Shelley Duvall's Bedtime Stories | ホスト             | 14エピソード出演、兼プロデューサー         |
| 1994        | L.A.ロー 七人の弁護士 L.A. Law                                                  | マーゴ・スタントン | 1エピソード出演                            |
| 1995        | そりゃないぜ!? フレイジャー Frasier                                             | キャロライン       | 1エピソード出演                            |
| 1997        | 夢見る子犬 ウィッシュボーン Wishbone                                            | レネー・ラッシター | 1エピソード出演                            |
| 1997        | シャーリー・ホームズの冒険 The Adventures of Shirley Holmes                     | アリス・フリット   | 1エピソード出演                            |
| 1998        | マギー・ウィンターズ Maggie Winters                                             | ミュリエル         | 1エピソード出演                            |

### テレビアニメ
| 年   | 題名                                                 | 役名   | 備考                      |
| ---- | ---------------------------------------------------- | ------ | ------------------------- |
| 1997 | ぎゃあ!!!リアル・モンスターズ Aaahh!!! Real Monsters | オッカ | 1エピソード出演、声の出演 |